# Drive My Car
Pour le film japonais sorti en 2021, voir Drive My Car (film).
Pistes de Yesterday and Today
I'm Only Sleeping
Pistes de Rubber Soul
Norwegian Wood (This Bird Has Flown)
(2)
Drive My Car est une chanson des Beatles, écrite par John Lennon et Paul McCartney. Elle ouvre le sixième album du groupe, Rubber Soul, paru le 3 décembre 1965 au Royaume-Uni. Composée principalement par Paul McCartney, elle est achevée avec l'aide de John Lennon pour les paroles. Figurant parmi les premières chansons enregistrées par les Beatles pour Rubber Soul, elle est couchée sur bande le 13 octobre 1965. Le riff caractéristique du morceau est trouvé par George Harrison et joué en duo guitare–basse avec Paul McCartney. Le tout est bouclé en une session d'enregistrement prolongée pour la première fois au-delà de minuit.
La chanson s'inscrit dans la mutation musicale opérée par les Beatles, qui inclut plus d'humour et de finesse et s'éloigne des codes habituels des chansons d'amour. Drive My Car est également un des rocks les plus toniques qu'ils aient interprétés. Les paroles racontent un renversement de situation amoureuse, où un homme qui tente de draguer une aspirante actrice se retrouve à son service comme possible chauffeur. Le titre se distingue aussi par les fameux « bip-bip bip-bip yeah » qui le ponctuent et auxquels on peut immédiatement l'associer.
Que ce soit sur Rubber Soul ou Yesterday and Today (l'album sur lequel elle paraît aux États-Unis, avec six mois de retard le 20 juin 1966), la chanson connaît un grand succès. Si les Beatles ne l'ont jamais interprétée sur scène, elle a en revanche régulièrement été chantée par Paul McCartney durant sa carrière solo et apparaît sur trois de ses albums en concert. Une quarantaine d'artistes plus ou moins connus l'ont également reprise depuis sa sortie.

## Historique

### Contexte
Lorsque les Beatles se mettent à la réalisation de Rubber Soul, leur univers a beaucoup évolué, en raison, notamment, de leur découverte de la marijuana qu'ils fument abondamment à cette époque, puis du LSD, qui n'est pas encore, en 1965, une substance illicite, bien qu'étant un puissant hallucinogène dont John Lennon va devenir très friand. Ces psychotropes ont une influence notable sur leurs compositions ; Rubber Soul en est une première illustration.
Au milieu d'incessantes tournées, les Beatles n'ont que quatre semaines, à l'automne 1965, pour réaliser ce disque. Ils manquent même de chansons, tant les évènements se bousculent alors qu'approche le moment d'entrer en studio. Pour la première fois, John Lennon et Paul McCartney doivent se « forcer » à écrire une douzaine de titres dans l'urgence, ce qui, admettront-ils plus tard, a un côté « impossible ». Mais leur puissance créatrice en pleine évolution, et les techniques d'enregistrement en forte progression font finalement de l'album un tournant dans leur carrière. Une transition entre la pop « formule classique » de Help! et les idées expérimentales de Revolver. Comme le note John Lennon, il marque la fin de leur période « tribale infantile ».
Leur immense succès est pour eux la garantie d'une liberté de plus en plus grande dans la création et la possibilité de bousculer les codes en vigueur (par exemple les horaires, ou le simple fait de pouvoir se déplacer de la salle d'enregistrement à la cabine, devant la table de mixage) dans les austères studios EMI. « C'est à cette époque que nous avons pris le pouvoir dans les studios », note John Lennon, ainsi que le contrôle total sur leur art. « On ne peut plus s'arrêter d'écrire des chansons, c'est presque devenu une accoutumance », dit Paul McCartney en 1965, qui ajoute en évoquant cette période : « Je ne me rappelle pas être sorti d'une séance d'écriture avec John sans qu'on ait terminé une chanson. »
La réalisation de Rubber Soul commence le 12 octobre 1965 à Abbey Road, avec les enregistrements de Run for Your Life et d'une version primitive de Norwegian Wood (This Bird Has Flown). Le lendemain, c'est au tour de Drive My Car.

### Composition
Drive My Car est écrite à l'automne 1965, peu de temps avant le début des sessions d'enregistrement pour l'album. Paul McCartney se rend chez John Lennon, dans sa maison de Kenwood à Weybridge, avec la musique et la mélodie déjà en tête. Les paroles sont largement différentes à ce stade ; le refrain est bourré de clichés référant à des bagues en or et en diamant (« I can give you diamond rings / I can give you golden rings / I can give you anything / Baby, I love you! »), d'ailleurs déjà utilisés dans deux chansons précédentes du groupe, Can't Buy Me Love et I Feel Fine. « Les paroles étaient désastreuses et j'en étais conscient », confesse McCartney. Aucune idée ne venant au duo pour trouver des paroles convenables, Lennon suggère de la laisser de côté, mais son partenaire ne veut pas abandonner. Après une pause de quelques instants, une alternative intéressante est trouvée : « Drive My Car! ».
À partir de là, Lennon et McCartney s'amusent autour de l'idée. Ils imaginent une scène où le séducteur tente sa chance auprès d'une fille, celle-ci retournant la situation en se demandant comment son interlocuteur pourrait la servir. Elle lui indique qu'il pourrait éventuellement être son chauffeur lorsqu'elle sera actrice. McCartney explique : « C'était merveilleux parce que cette idée de second degré est venue et soudainement, la fille était l'héroïne de l'histoire. L'histoire s'est développée, avec une chute déplaisante à l'instar de Norwegian Wood, dans le style « Je n'ai pas de voiture en fait, mais quand j'en aurai une, tu feras un chauffeur superbe ». Ça me rappelait les filles de L.A. et ça voulait aussi dire « tu peux être mon amoureux ». »
« Drive my car » est un vieil euphémisme du blues pour parler de sexe, ce qui selon McCartney a sauvé la chanson, avec son côté humoristique. En interview deux jours après son enregistrement, le bassiste y fait allusion : « Nous avons écrit quelques chansons drôles, des chansons humoristiques. Nous pensons que la comédie sera la prochaine mode, après les chansons engagées. »

### Enregistrement
La chanson est enregistrée dans la soirée du 13 octobre 1965, au studio no 2 d'EMI sur Abbey Road. Cette deuxième session pour Rubber Soul marque la première fois où les Beatles restent en studio après minuit, chose qui, à partir de là, devient courante. Le groupe met en boîte quatre prises, la dernière étant la seule complète et choisie pour ouvrir l'album. John Lennon ne joue pas sur cette prise de base instrumentale, enregistrée par Paul McCartney à la basse, George Harrison à la guitare électrique et Ringo Starr à la batterie.
C'est Harrison qui, après avoir écouté la chanson Respect d'Otis Redding, a l'idée de la ligne de basse caractéristique jouée par McCartney. Sur la bande, on l'entend jouer la ligne sur sa guitare, tandis que le bassiste le double à l'octave sur son propre instrument. Harrison explique : « [Paul] ne nous donnait jamais l'opportunité d'ajouter quelque chose [à ses chansons]. Mais sur Drive My Car, j'ai joué la ligne de basse, qui est vraiment basée sur la version d'Otis Redding de Respect, et Paul l'a couchée sur bande avec moi sur sa basse. C'est comme ça qu'on l'a mise en boîte. On a joué la partie solo plus tard par-dessus. »
De nombreux overdubs y sont ajoutés par la suite : John Lennon est aux côtés de McCartney au micro (les couplets sont chantés en harmonie à deux voix), rejoints par Harrison sur les refrains; Starr se charge des percussions, tambourin et cencerro ; et McCartney enregistre les parties de guitare solo et de piano. La chanson est mixée le 25 octobre en mono. Le jour suivant, un mixage en stéréo est effectué sans la présence des Beatles ; à l'époque encore peu intéressés au format, ils sont d'ailleurs occupés ce jour-là à recevoir leurs médailles de l'ordre de l'Empire britannique au palais de Buckingham.

### Parution et réception
Drive My Car ouvre l'album Rubber Soul, qui sort le 3 décembre 1965 au Royaume-Uni. Aux États-Unis, en revanche, elle n'est pas présente sur le disque du même nom. Le label Capitol décide en effet d'offrir une sélection de chansons plus orientées vers la tendance musicale du moment, le folk rock, en y remplaçant notamment la chanson par I've Just Seen a Face, précédemment publiée sur l'album Help!. Le public américain doit donc attendre la sortie du disque Yesterday and Today, paru six mois plus tard, le 20 juin 1966, et connu pour sa pochette controversée (la fameuse butcher cover).
Dans les deux cas, les disques atteignent sans aucun souci la première place de leurs classements respectifs, et la chanson qui les ouvre tous deux gagne une certaine notoriété. L'album Rubber Soul est plébiscité par la critique qui y voit un radical changement de direction par rapport aux albums précédents. Le virage vers une musique plus complexe est amorcé, et les Beatles ne chanteront désormais plus de simples chansons d'amour comme on en trouvait encore parfois sur Help!. Parmi les chansons de l'album, Drive My Car est appréciée pour son humour qui marque sa différence par rapport au genre.
Les Beatles ne reprendront jamais la chanson en concert. Ils arrêtent en effet les tournées quelques mois après la parution de l'album. Paul McCartney l'interprète en revanche dans plusieurs de ses tournées. Ce rock vif ouvre de façon tonique sa tournée de 1992–1993 et l'album qui en est tiré, Paul Is Live. Il l'utilise à nouveau pour ouvrir ses concerts à partir de 2009, qui aboutissent sur le disque Good Evening New York City et, de façon plus confidentielle, Paul McCartney Live in Los Angeles.
Comme la plupart des chansons des Beatles, Drive My Car a fait l'objet d'un bon nombre de reprises plus ou moins notables. Dans son cas, on en recense une quarantaine de styles divers, notamment par Bobby McFerrin, le groupe Humble Pie, Sylvie Vartan ou plus récemment les Jonas Brothers.

## Analyse musicale
Drive My Car est sans conteste l'une des chansons les plus dynamiques de l'album Rubber Soul et, de façon générale, un des rocks les plus vifs interprétés par les Beatles. Musicalement, presque tout est interprété par Paul McCartney, qui joue, outre la ligne de basse, la partie de piano et la guitare solo. George Harrison, qui se charge habituellement des solos, est donc relégué à la piste rythmique (qui double en réalité la piste de basse), dont il se charge avec, pour une des premières fois, la Fender Stratocaster qui deviendra plus tard sa guitare fétiche. Si ce genre de comportement directif de McCartney est pour l'instant peu fréquent, il usera à la longue les sensibilités de John Lennon et Harrison, et sera un des facteurs de tension menant à la fin du groupe.
Le morceau commence par une courte phrase de guitare, suivie par la basse, avant que tout le groupe ne démarre en tonalité de ré. Les couplets déroulent en format rock classique sur le fameux « riff à la Respect », alternant ré et sol et se finissant sur la, avant de passer sur le refrain (« Baby you can drive my car / Yes I'm gonna be a star ») en si et sol, débouchant sur un phrasé partant du mi pour arriver en la. Après le deuxième refrain, il y a un break dans lequel sont placés les « bip-bip bip-bip yeah », puis un solo de guitare sur le riff du couplet. Suit un nouveau refrain, un dernier couplet et une fin en fondu où le chœur répète les « bip-bip bip-bip yeah ».
Au chant, Lennon et McCartney interprètent la plupart de la chanson en harmonie, le premier chantant plus bas que le second, combinaison habituelle dans les chœurs du groupe. Harrison les rejoint sur les refrains et les « beep beep » qui les ponctuent. En introduction, conclusion, et durant le solo, la guitare électrique de McCartney contribue au dynamisme de la chanson. La basse et la guitare rythmique, ainsi que le piano, complètent pour leur part le riff de la chanson. Pour le musicologue Alan W. Pollack, qui a analysé toutes les chansons du groupe, le ton et la forme de la chanson offrent une combinaison intéressante entre Day Tripper et We Can Work It Out, les deux chansons publiées en single le même jour que Rubber Soul.
Du point de vue du texte, les paroles relativement simples de l'origine sont complétées par plusieurs traits d'humour de John Lennon qui introduit des jeux sur les mots et situations pour rendre la chanson moins redondante. Cet exemple de travail critique entre lui et McCartney s'est déjà vu à plusieurs reprises, comme sur I Saw Her Standing There, chacun étant capable de compléter les lacunes de l'autre.

## Fiche technique

### Interprètes
- Paul McCartney – chant principal, chœurs, basse (1964 Rickenbacker 4001S), guitare solo (1962 Epiphone Casino), piano (1964 Challen Upright)
- John Lennon – chant principal, chœurs, tambourin
- George Harrison – guitare rythmique (1961 Fender Sonic Blue Stratocaster), chœurs
- Ringo Starr – batterie (Ludwig Black Oyster Pearl Super Classic), cencerro

### Équipe de production
- George Martin – production
- Ken Scott – ingénieur du son
- Norman Smith – ingénieur du son